# Amphistomus fasciculatus
Amphistomus fasciculatus là một loài bọ cánh cứng trong họ Bọ hung (Scarabaeidae).